# رمشت
رمشت، روستایی از توابع بخش موچش شهرستان کامیاران در استان کردستان ایران است. این روستا در ۵ کیلومتری موچش, ۵۴ کیلومتری کامیاران و ۲۴ کیلومتری شهر دهگلان واقع شده است.در حوالی این روستا سدی در دست ساخت است که به سد رمشت مشهور است. شغل اهالی این روستا کشاورزی و دامپروری است . روستاهای اطراف رمشت عبارتند از: امیرآباد ، اَشکَفتان ، قُریدَر ،محمدآباد(کریان), کِیله گُلان و همچنین شهر موچش.
رمشت طبیعت بکری دارد و با توجه به احداث سد پتانسیل بالقوه ای برای تبدیل شدن به قطب گردشگری شهرستانهای کامیاران، دهگلان و حتی سنندج را دارد.

## جمعیت
این روستا در دهستان امیرآباد قرار دارد و براساس سرشماری مرکز آمار ایران در سال ۱۳۸۵، جمعیت آن ۴٠٠ نفر (۱٠٠خانوار) بوده‌است.